# Чарнышевич, Флориан
Флориан Чарнышевич (пол. Florian Czarnyszewicz; 1 июля 1900, Пересекa, Бобруйский уезд — 18 августа 1964, Вилья-Карлос-Пас, Аргентина) — один из белорусских писателей, офицер разведки в 1920 году (Советско-польская война).

## Литературное творчество
Его проза основывалась на польский застенок (поселение), селение мелкопоместной шляхты между Днепром и Березиной вначале XX века (1905—20).
- 1942 — Nadberezyńcy, Приберезинцы (роман, первое издание 1942)
- 1953 — Wicik Żywica (роман, первое издание 1953)
- 1958 — Losy pasierbów (роман, первое издание 1958)
- 1963 — Chłopcy z Nowoszyszek (роман, первое издание 1963)